# Zlatibor
Zlatibor és un massís muntanyós, amb densos boscos, de 1.496 m. d'altitud, de l'oest de Sèrbia, (ex-Iugoslàvia) aproximadament a 140 km al sud-oest de Belgrad. A la tardor del 1941, el mariscal Tito (1892-1980), líder comunista, va declarar l'estat lliure de la República d'Uzice a Titov Uzice, població de la vall de Djetinia, al nord-oest. El massís té una atmosfera excepcionalment clara i 2.000 hores de sol a l'any. És un popular centre de vacances d'estiu i d'hivern.